# Assut de la Séquia de Mislata
L'assut de la séquia de Mislata, al riu Túria, es troba, al municipi de Manises, entre els termes de Manises i Paterna, a la partida coneguda com "Mig de l'Horta", a la comarca de l'Horta Oest, de la província de València. És considerat Bé d'interès cultural, amb anotació ministerial número RI-51-0011243.
És el segon assut de l'Horta de València que pren l'aigua pel seu costat dret i es troba entre l'assut de la Séquia de Tormos i l'assut de Mestalla. S'accedeix al lloc per una senda rural de terra que parteix de la carretera de Manises a Paterna i creua l'esmentada horta passant pel "molí de Tonet" i l'assut de Mestalla.

## Descripció historicoartística
Els seus orígens, similars als de la construcció de tota la séquia de Mislata, es remunten a l'època medieval, si bé tot indica que el conjunt de construccions de pedra i carreus que el conformen correspon a una etapa constructiva dels segles xvii - xviii. És un dels més estrets de la Vega de València ja fa uns tres metres d'amplada, dividit a dues vessants i de poc pendent, si bé a la seva caiguda s'acumulen grans pedres que limiten l'efecte erosiu del salt d'aigua. En el seu extrem meridional està situada la gran almenara de desguàs, amb una amplitud de menys de tres metres i mig de va i delimitada per grans carreus de pedra ben tallats, si bé els engranatges de la comporta, de fusta, moguda per un torn, són ja moderns. Quant a la gola, es troba a continuació i consta com és habitual de dues boques tancades amb els seus respectius arcs de maons disposats en sardinell. Té una longitud d'uns 70 metres. La boca està formada per dos arcs inserits en una caseta de carreus de molt sòlida construcció, que té a sobre la casa de les comportes amb els torns per pujar i baixar les paletes que obren i tanquen l'entrada a la séquia. Aquesta part superior va ser destruïda per la riuada del 1957 i és de factura moderna. El conjunt de l'assut es troba en acceptables condicions, millor la part de la "gola" i l'almenara i la primera meitat dels esglaons, perquè la part final va ser trencada no fa molts anys per una avinguda del Túria i ha estat reparada de forma bastant agressiva amb capes de formigó. L'entorn es manté en bones condicions, amb la supervivència del bosc de ribera i un espai adequat per poder visitar l'assut. Avui dia aquestes instal·lacions continuen en ús per la comunitat.